# Michalis Kakiouzis
Michalis Kakiouzis (griechisch Μιχάλης Κακιούζης; * 29. November 1976 in Athen) ist ein ehemaliger griechischer Basketballer der bei einer Körpergröße von 2,07 m auf der Position des Small Forward spielte.

## Karriere
Seine Karriere begann Michalis Kakiouzis bei der Jugendabteilung des griechischen Vereins Ionikos N.F. Sein Debüt in der Herrenmannschaft gab er dabei 1992 in der griechischen A2-Liga. 1995 wechselte Kakiouzis, der inzwischen vor heimischen Publikum U-19 Weltmeister wurde, zum griechischen Erstligisten AEK Athen. Bei AEK errang der 2,07 m große Small Forward schließlich auch seine ersten nationalen Titel, bevor er im Dezember 2002 nach Italien zu Siena wechselte und auch dort eine Meisterschaft gewinnen konnte. Nach weiteren Stationen in der spanischen Liga ACB für FC Barcelona und CDB Sevilla wechselte Kakiouzis 2008 als erst zweiter Grieche in die türkische Liga zu Efes Pilsen Istanbul. Nach einer Spielzeit bei Aris in Thessaloniki ging er mit 34 Jahren erneut ins Ausland und schloss sich Ende 2010 zunächst in Le Mans MSB in der französischen LNB Pro A an. In der folgenden Saison 2011/12 spielte er in italienische Lega Basket Serie A für Vanoli aus Cremona und dann für Lottomatica aus Rom. Nachdem er Spielzeit 2012/13 in der Schweizer Basketball-Nationalliga für SAV aus Vacallo begonnen hatte, wechselte er Anfang 2013 nach Zypern zu AEK aus Larnaka.

## Nationalmannschaft
2005 wurde Kakiouzis als Mannschaftskapitän der griechischen Nationalmannschaft in Belgrad Europameister. Im Anschluss an die Europameisterschaft wechselte er zum spanischen Erstligisten FC Barcelona. Bei der Basketball-Weltmeisterschaft 2006 erreichte Kakiouzis mit Griechenland das Finale und gewann dort die Silbermedaille.

## Titel
- Griechischer Meister: 2002
- Italienischer Meister: 2004
- Türkischer Meister: 2009
- Griechischer Pokalsieger: 2000, 2001
- Spanischer Pokalsieger: 2007
- Saporta Cup: 2000
- Europameister: 2005
- Stanković Cup: 2006
- Vize-Weltmeister: 2006
- U-19 Weltmeister: 1995
- U-16 Europameister: 1993

## Auszeichnungen
- Teilnahme am griechischen All Star Game: 1999, 2002
- Teilnahmen an Europameisterschaften: 1999, 2001, 2003, 2005, 2007
- Teilnahmen an Olympischen Spielen: 2004
- Teilnahme an Weltmeisterschaften: 2006
- Teilnahme an der U-19 Weltmeisterschaft: 1995
- Teilnahme an der U-16 Europameisterschaft: 1993